# Combustibil algal
Combustibilul algal este un tip de combustibil regenerabil ce constă în folosirea biomasei algale ca sursă de energie. Tipuri de combustibil algal sunt biodiesel și bioetanol. Lansarea la scară comercială este dezvoltată de câteva firme din domeniu și agenții guvernamentale.